# Stigmatogaster arcisherculis
Stigmatogaster arcisherculis är en mångfotingart som beskrevs av Henri W. Brölemann 1904. Stigmatogaster arcisherculis ingår i släktet Stigmatogaster och familjen trädgårdsjordkrypare. Inga underarter finns listade i Catalogue of Life.